# Astral (canção)
"Astral" é uma canção da cantora brasileira Ivete Sangalo, presente em seu terceiro álbum de estúdio, Festa (2001). A canção explora musicalmente a música pop, liricamente fala sobre a animação de estar numa festa com um grande astral. A canção, escrita por Cláudio Martins e Gustavo Di Dalva, foi lançada como quarto e último single do álbum, em dezembro de 2002. Sendo o último single do álbum, a canção chegou apenas na posição de número 36, mas se tornou mais um Top 40 para a carreira da cantora. Uma versão ao vivo com a participação do músico Davi Moraes, foi gravada para o seu primeiro álbum ao vivo, MTV ao Vivo ( 2004).

## Composição e letra
"Astral" foi escrita por Cláudio Martins e Gustavo Di Dalva, e explora musicalmente a música pop em sua sonoridade. Sua letra fala sobre manter "o astral lá em cima", ou seja, ficar sempre positivo para curtir a vida. No refrão, Ivete comanda, "Agora, eu quero ver a galera batendo com a mão, todo mundo saindo do chão com a mãozinha pra lá e pra cá... Subir, subir, subir, subir, subir, subir subir o astral."

## Outras versões e performances
Uma versão ao vivo da canção, gravada para o seu primeiro álbum ao vivo, MTV ao Vivo ( 2004). A apresentação teve a participação do músico Davi Moraes (na época, marido de Sangalo) na guitarra. A versão contava com um solo de Moraes e durava 4:45, 50 segundos a mais que a original. Para o crítico Kees Schoof do site Música Brasileira disse que Davi adiciona um solo de guitarra parecendo uma navalha afiada na confusa 'Astral'."
A versão ao vivo serviu como videoclipe para a canção, sendo exibido nos canais de TV. Sangalo cantou "Astral", "Festa", "Ruas e Rios", "O Grande Chefe" e "Aqui vai Rolar" no show em Vital, Espírito Santo, em 2002. "Astral" também fez parte do repertório da cantora no show de lançamento do álbum na Fonte Nova, no Claro Hall, após a canção "Coleção" e antes da canção que encerrou o show, "Sorte Grande".